# 下山バイパス
下山バイパス（しもやまバイパス）は、京都府船井郡京丹波町下山から同町富田に至る、延長4.0 kmの国道27号のバイパス道路である。

## 概要
下山バイパスに並行する旧道は高屋川に沿った狭い山際を走っており道幅が狭い上にカーブが多く法面崩落の危険性が高いため、3.3 kmにわたって異常気象時通行規制区間（連続雨量150 mm以上で通行止）に指定されており、また旧道は通学路に指定されていたが急峻な地形と高屋川に挟まれ歩道が十分に整備されていない区間があり、
改善が望まれていた。

## 整備
- 沿革[2]
  - 1984年度：事業化
  - 1988年8月：都市計画決定
  - 1989年度：用地着手
  - 1991年度：工事着手
  - 1998年4月1日：部分開通（0.65 km）
  - 2006年6月27日：土地収用法に基づく事業認定の告示
  - 2008年2月13日：用地取得完了
  - 2009年10月24日：全線開通
  - 2015年4月1日：並行する旧道区間が京都府道80号日吉京丹波線に指定（3.4 km）[3]

- 道路規格等[1]
  - 延長：4.0 km
  - 道路区分：第3種第2級
  - 設計速度：60 km/h
  - 幅員：11.50 m - 12.75 m（2車線）
  - 車道：3.25 m
  - 歩道：3.0 m - 3.5 m
  - 最小曲率半径：450 m
  - 最急縦断勾配：4.5%

### 沿線開発
京丹波町総合計画によると、下山バイパスの通る下山地区（下山駅周辺）は丹波高原への玄関口として「丹波高原エントランスエリア」に位置づけられている。また、バイパス沿線では「京都中央テクノパーク」が整備され、企業誘致が進められている。バイパスはこれら開発計画の骨格をなす道路として、地域活性化に寄与することが期待されている。
京丹波町の構想する「丹波高原地域幹線ルート」は国道27号と京都縦貫自動車道（京丹波わちIC - 丹波IC）からなり、下山バイパスはその一部となる。地形が起伏に富むため、丹波高原エントランスエリアの整備はバイパスの沿線地域にて重点的に行われる。
京都中央テクノパークは京丹波町下山蕨に位置する工業団地であり、1998年から企業誘致が開始された。この開発区域にある0.65 kmが同年4月1日に部分開通した。

## 開通効果
下山バイパスの整備により、異常気象時でも地域の交通が確保できるようになった他、車や自転車、歩行者の安全性も向上した。現道区間の年間渋滞損失時間は10万（人・時間/年）であるものが、バイパス開通によりほぼ解消されると見積もられた。事業全体の費用便益費は1.0と算出された。